# Погром (фильм)
«Погром» («Эксперимент „Офис“ 2», англ. Mayhem) — американский комедийный боевик 2017 года режиссёра Джо Линча, снятый по сценарию Матиаса Карузо. Мировая премьера картины состоялась в марте 2017 года на фестивале South by Southwest, в американский прокат она вышла 10 ноября 2017 года.

## Сюжет
Главный герой, Дерек Чо, рассказывает зрителям о вирусе ID-7 «Красный глаз», который стремительно распространяется по всему миру. Вирус не смертелен для своего носителя, однако заражает нервные пути, из-за чего у носителя снимаются зажимы и ограничения, и он становится более подвержен разврату и тяге к убийству. Одним из первых носителей «Красного глаза» становится Невил Рид, который под действием вируса совершает первый известный случай убийства. Дерек Чо, работающий юристом в компании «Тауэрс энд Смайт Консалтинг», находит лазейку в законе и выигрывает дело Рида, зарабатывая себе повышение и угловой офис в придачу.
Однажды Дерек берется за дело Мелани Кросс — клиентки, отчаянно нуждающейся в продлении кредита. Дерек говорит ей, что ничем не может помочь, и выпроваживает её из своего кабинета. Начальница Дерека, Кара «Сирена» Пауэлл, решает подставить своего подчинённого и вешает на него заведомо проигрышное дело компании «Вандакорп», из-за чего тот вынужден идти напрямую к директору фирмы, Джону «Боссу» Тауэрсу. Тауэрс увольняет Дерека. В офис к Дереку заходит Лестер «Жнец» МакГилл, начальник отдела кадров, и предлагает тому солидное выходное пособие, если Дерек возьмет на себя всю ответственность за финансовые махинации компании. Из-за страха лишиться лицензии и оказаться на скамье подсудимых Дерек отвергает его предложение. Он собирает вещи и направляется к выходу.
Внезапно здание фирмы закрывается карантин, поскольку в систему вентиляции проникает вирус ID-7. В здание прибывает специальная служба по устранению вируса, его полная ликвидация может занять около восьми часов. Все находящиеся в здании работники компании стремительно заражаются «Красным глазом», начинаются беспорядки и полный хаос.
Дерек решает вернуться наверх — но не в свой офис, а в кабинет «Босса», дабы выразить протест против своего увольнения. В ответ на это Тауэрс, к этому времени уже заразившийся вирусом ID-7, отправляет юриста в подвал, где того избивает Колтен «Бык» Шнайдер, его охранник. На помощь Дереку спешит приятель по имени Юэн, которого «Бык» убивает в пылу сражения. Дерек теряет сознание. Он просыпается и обнаруживает, что заперт в подвале вместе с Мелани Кросс, своей клиенткой. Они ссорятся на почве недавнего отказа Дерека, однако в итоге решают работать сообща. Дерек звонит в «Вандакорп» и говорит, что он невиновен в неправильном рассмотрении их дела, взамен же он требует от них оплаты для «Тауэрс энд Смайт Консалтинг». Тем временем Тауэрс посылает в подвал двух охранников, которых Дерек устраняет одного за другим. Дерек и Мелани вооружаются различными инструментами и выбираются из подвала. Их цель — раздобыть ключ-карты «Жнеца» и «Сирены», чтобы попасть на верхний этаж, где заседает правление.
По пути к «Жнецу» Дерек выводит из строя ещё двух охранников, самого же «Жнеца» Мелани убивает с помощью бензопилы. Далее они направляются в апартаменты «Сирены», где поочередно устраняют всех её подчинённых. Дерек сообщает своей бывшей начальнице, что пришел за её ключ-картой. Кара соглашается отдать тому ключ в обмен на свою безопасность, однако вскоре выясняется, что Мэг, помощница Кары, уничтожила карту по указке сверху. Между Карой и Мэг происходит сражение, которое заканчивается смертью обеих.
Дерек и Мелани находят альтернативный способ попасть наверх, с помощью единственного айтишника компании, который взламывает компьютер Ирэн Смайт, заставив ту спуститься к ним. Они предлагают файлы Ирэн в обмен на её ключ-карту и отмену её первоначального отказа в продлении кредита для Мелани. Смайт повторно отказывает Мелани в кредите, из-за чего та уничтожает файлы Ирэн. «Бык» нападает на Дерека, однако тот убивает его отвёрткой. Смайт предлагает Дереку свою ключ-карту в обмен на убийство Мелани. Дерек соглашается, он оглушает свою сообщницу, после чего привязывает Мелани к стулу и оставляет её на съедение Смайт. Ирэн сдерживает свое обещание и отправляет Дерека наверх. Мелани высвобождается и убивает Смайт молотком.
На верхнем этаже Тауэрс предлагает Дереку полное партнерство, однако Дерек отвечает отказом. Дерек отбивается от помощников Тауэрса и сражается с ним один на один. Правление компании разрешает ему убить Тауэрса, поэтому Дерек сбрасывает «Босса» вниз. Карантин заканчивается, а Дерек принимает предложение от совета директоров взять на себя обязанности «Босса». Он продлевает кредит для Мелани, после чего уходит из фирмы. В финальной сцене Дерек советует зрителям взять свою жизнь под контроль, пока не стало слишком поздно.

## Актёрский состав
| Актёр           | Роль                  |
| --------------- | --------------------- |
| Стивен Ён       | Дерек Чо              |
| Самара Уивинг   | Мелани Кросс          |
| Стивен Брэнд    | Джон «Босс» Тауэрс    |
| Кэролайн Чикези | Кара «Сирена» Пауэлл  |
| Керри Фокс      | Ирэн Смайт            |
| Даллас Робертс  | Лестер «Жнец» МакГилл |
| Марк Фрост      | Юэн Найлз             |
| Клер Левин      | Мэг                   |
| Андре Эриксен   | Колтен «Бык» Шнайдер  |

## Производство
Фильм был снят в марте 2016 года в Белграде, столице Сербии. На его съёмки ушло 25 дней. Режиссёр Джо Линч объяснил свое решение снять фильм в Белграде из-за низких затрат в сравнении с такими городами, как Питтсбург, Новый Орлеан и Ванкувер. Также в Сербии был снят предыдущий фильм режиссёра, Эверли.

## Критика
На сайте-агрегаторе Rotten Tomatoes рейтинг одобрения фильма составляет 85 % на основе 60 обзоров со средней оценкой 7,22 из 10. Критический консенсус веб-сайта гласит: «„Погром“ предлагает стильное и кровавое насилие, основу хаоса в котором составляет острый юмор и обеспокоенность реальным положением дел в экономике». На Metacritic фильм имеет 62 балла из 100 на основе 13 критических отзывов, что указывает на «в целом положительные отзывы».